# 金瀬
金瀬（かなせ）は、徳島県那賀郡那賀町と海部郡海陽町の境にある山である。標高1,147.4m。

## 地理
那賀町と海陽町の境界をなす山稜上にある山。湯桶丸から東北東へ4kmの地点にある。北の那賀町側には針葉樹の人工林が見られるが、南の海陽町側にはブナ帯で広葉樹の原生林が残っている。稜線付近はスズタケが繁茂して見通しは利かない。
海部山地の一部で西側の稜線が100mほど下がっているが特徴のない山である。